# Crescenzo Buongiorno
Crescenzo Buongiorno (Bonito, 9 agosto 1864 – Dresda, 7 novembre 1903) è stato un compositore italiano che ha legato il suo nome alla produzione di opere liriche, operette, romanze, musica sacra e partiture per banda.

## Vita
Crescenzo Buongiorno nasce a Bonito il 9 agosto del 1864 da Gaetana Marenghi e Ambrogio Buongiorno. Fin da ragazzo dimostra talento musicale; inizia la sua carriera suonando un piffero comprato da un contadino. Suonava pezzi che ascoltava suonare dalla banda musicale di Bonito.

## Opere
- “La Pia dei Tolomei”, 1887
- “La Fenice”
- Il cuore della fanciulla
- "Etelka", 1894
- "Das Erntefest," 1896